# Szomjúságérzet

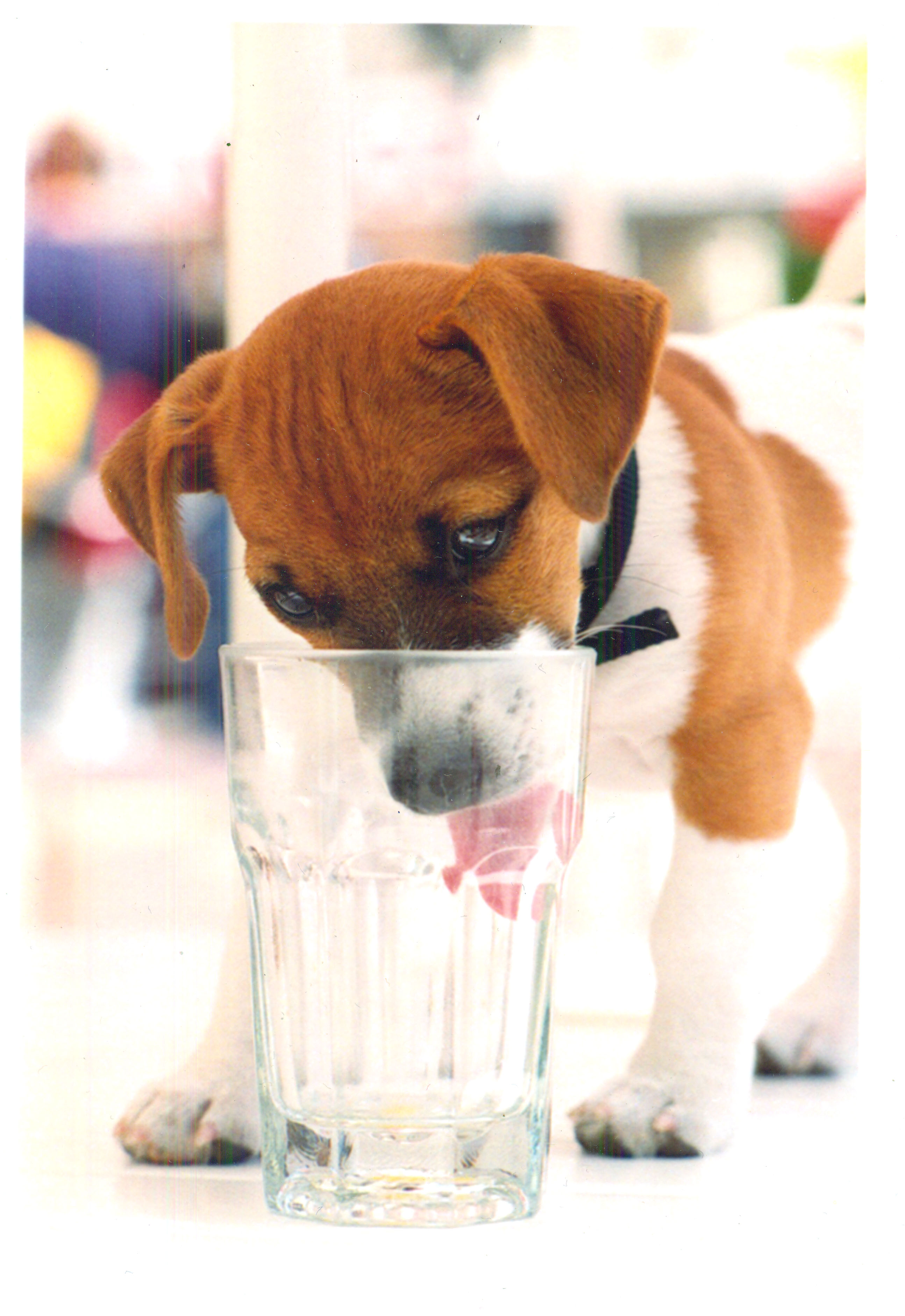
A szomjúságérzet olyan vízfelvételre ösztönző ingerület, amely megóvja a szervezetet a kiszáradástól

A szomjúságérzet a szájnyálkahártyából kiinduló ingerület, amely a szervezetet vízfelvételre ösztönzi annak érdekében, hogy megóvja a kiszáradástól. A szomjúságérzés következménye az az összetett cselekvéssorozat, amely iható folyadék kereséséhez és végül iváshoz vezet.

## A szomjúságérzet élettani jelentősége
A nyugalomban lévő szervezet alapállapotú vízvesztési minimuma körülbelül 1,5 liter naponta, amelyet minden körülmények között pótolni kell. Hangsúlyozni kell, hogy ez az érték abszolút nyugalmi állapotra vonatkozik, amelynek hosszú idejű fenntartása nem lehetséges. A napi tevékenység és a különböző intenzitású munkavégzés ezt az értéket erősen megnövelheti.
Amennyiben a szervezet több vizet veszít, mint amennyihez hozzájut, kialakul a szomjúságérzet. A szomjúságérzet a szervezet vízvesztésre figyelmeztető, kezdetben enyhén kellemetlen inger, amelyet a szervezet növekvő kiszáradása kínzó érzéssé fokozhat. Ebből levonható az a következtetés, hogy a szervezet autonóm módon képes érzékelni a test víztartalmának változását és figyelmeztetni annak csökkenésére.
A vízdeficitnek két elsődleges következménye van: a sejteket körülvevő, úgynevezett extracelluláris folyadék térfogata csökkenni kezd és ozmotikus koncentrációja növekszik. Másként fogalmazva a vér és a sejteket körülvevő folyadék „besűrűsödik”.
Mivel az extracelluláris folyadék egy többkomponensű oldat, ezért annak ozmotikus állapotát, az abban beállt változást a fiziológiában az ozmolalitással, mint mértékegységgel szokás kifejezni.
A sejteket körülvevő extracelluláris folyadék enyhe besűrűsödése a száj nyálkahártyájából kiinduló szomjúságérzetet, azaz folyadékfelvételt megindító ingert generál. Emberben a szomjúságérzet megjelenésének küszöbe a vérplazma ozmolalitásának ~2%-os emelkedése, amiből látható, hogy a szervezet nagyon érzékenyen reagál a vízvesztésre.
A szomjúságérzet szubjektív megítéléséből következően a szomjúsági küszöbértékek meghatározására állatkísérletek kevésbé voltak alkalmasak, ezért arra önként vállalkozó kísérleti alanyokat használtak. Ezekben a kísérletekben tartós vízmegvonás mellett mérték a vérplazma ozmolalitását, ami értelemszerűen lassan emelkedett. A szervezet kiszáradását modellező kísérletek alapján elmondható, hogy emberben a szomjúságérzet 290 mosm/kg víz felett jelenik meg. A kísérletet tovább folytatva a szomjúságérzet az ozmolalitással (290–300 mosm/kg víz közötti tartományban) arányosan erősödik és kínzó érzéssé fokozódik.
A vízmegvonási kísérletekből az is kiderült, hogy a szájüreg vízzel történő kiöblítése rövid időre csökkenti a szomjúságérzetet. Ez a megfigyelés arra utal, hogy a szomjúságérzet agyi mechanizmusát a száj nyálkahártyájából kiinduló afferens ingerületek módosítják. Ennek a fordítottja is igaz. Normális vérplazma ozmolalitású (tehát nem szomjazó) kísérleti alany szájüregének kiszáradása (bármely okból) szomjúságérzetet generál. Ez utóbbi eset megfigyelhető például olyan gyógyszereknél, amelyek mellékhatása szájszárazságot okoz. Erre példa a nyálelválasztást gátló, tehát szájszárazságot okozó atropin.
A fentiekből látható, hogy a plazma ozmolalitásának emelkedése az a fiziológiás jel, ami szomjúságérzést vált ki. Ezzel szemben a szomjazást követő ivási aktus leállításának élettani szabályozása nem ennyire egyértelmű.
Különös módon emberben a tartós vízmegvonással kiváltott szomjúságérzet megszűnik, mielőtt még a víz felszívódna és a vízivás helyrebillentené a vérplazma normális ozmotikus viszonyait.
A kísérletekből az derült ki, hogy emberben a szomjúság érzése, és ezzel a vízfelvétel megáll, ha a „vízdeficit” mintegy felét elfogyasztotta a kísérleti alany. A hiányzó folyadék másik felét 20-30 perc alatt fogyasztja el az egyén.

## A hipovolémia hatása a szomjúságérzésre
Azt az állapotot, amikor a szervezet jelentős mennyiségű testfolyadékot (többnyire vért) veszít, hipovolémiának nevezik.
Ismert tény, hogy balesetek, harctéri sérülések következtében létrejött vérvesztés (legyen az külső vagy belső vérzés) következményeként azonnali, kínzó szomjúságérzés alakul ki. Még az orvosi felügyelet mellett végzett véradás kapcsán is megfigyelhető ez a reakció. Nyilvánvaló, hogy ebben az esetben a fiziológiás vészreakció (tehát a kínzó szomjúságérzés) független az extracelluláris folyadék ozmotikus koncentrációjától, hiszen a vérzés kapcsán a teljes vér (víz, sejtes elemek, fehérjék, sók) távozik a szervezetből. A visszamaradó vérplazma sókoncentrációja nem változik. Vagyis ebben az esetben nem a vér „besűrűsödése” játszik szerepet, hanem a normál vértérfogat csökkenése.
Ennek a jelenségnek a magyarázata az, hogy egészséges körülmények között a szív izomzatában elhelyezkedő úgynevezett alacsony nyomású mechanoreceptorok normális szívtelítődés esetén állandó gátló impulzusokat küldenek az agyba, a szomjúságérzet kiváltásában szerepet játszó neuronokhoz. Teszik ezt a szív felől az agyhoz futó bolygóideg (nervus vagus) afferens idegrostjain keresztül. Nagyobb vérzés esetén azonban ezeknek a mechanoreceptoroknak az ingerületleadása csökken vagy megszűnik, aminek következtében a szomjúságérzetet kiváltó neuronok felszabadulnak a korábbi folyamatos gátlás alól, és kialakul a szomjúságérzet.

## Szomjúságérzet idős korban
Öregkorban a szomjúságérzés intenzitása csökken, a küszöbszintje pedig emelkedik. Az idős ember ezért látszólag jobban elviseli a folyadék hiányát.
Ez a változás egyéntől függően általában 50 és 70 éves kor között kezd kialakulni. Ez nem jelenti azt, hogy egy idős embernek kevesebb víz is elégséges lenne az életfunkciói fenntartásához, mindössze arról van szó, hogy a szervezet kiszáradására figyelmeztető védelmi mechanizmus is „öregszik” és érzéketlenné válik. Élettanilag a csökkent, eltompult szomjúsági érzés azt jelenti, hogy az időskorú személy vérplazmája folyamatosan hiperozmotikus állapotban van, amely állapotot gyakran még tovább súlyosbít a vesék elégtelen vizeletkoncentráló képessége is.
Az életkorral változó szomjúságérzés jelenségét, annak létezését klinikai és kórélettani kísérletekkel is bizonyították. Egészséges önkéntesek két csoportjánál (65–78 és 25–32 éves férfiak) vizsgálták a szomjúságérzés megjelenését kontrollált kísérleti körülmények között. A kísérleti alanyok úgynevezett kettős vak módszerrel végrehajtott kísérletben izotóniás (0,154 M, azaz 0,9%-os) fiziológiás sóoldatot vagy hipertóniás (0,855 M, 5%-os) sóoldatot kaptak infúzióban. A kísérletben számos élettani paraméter változását mérték és eközben adatokat gyűjtöttek a szomjúságérzés megjelenésére vonatkozóan is. Az eredmények egyértelműen azt mutatták, hogy az idős csoportba tartozóknál a szomjúságérzet később és gyengébben jelentkezett, mint a fiatal csoportnál. Ebből következően az idősek kevesebb vizet ittak, mint a fiatal csoport tagjai. Szaknyelven fogalmazva az idős csoportnak jelentősen magasabb volt a szomjúsági küszöbszintje.
Egy másik vizsgálat, amelyben 24 órás teljes folyadékmegvonásnak vetették alá a kísérleti alanyokat, szintén azt mutatta, hogy az idősek szomjúságérzése enyhébb volt és később jelentkezett, mint a fiatalok csoportjában.
Az öregkori szomjúságérzés csökkenésével járó patomechanizmus részleteinek megértése, annak biokémiai háttere még nem minden részletében ismert, de annyi bizonyítottnak látszik, hogy öregkorban az agyban elhelyezkedő ozmoreceptorok és a vérkeringés szabályozásában résztvevő baroreceptorok egyaránt veszítenek érzékenységükből. Különösen igaz ez a szív bal pitvari falában elhelyezkedő receptorokra.